# Горње Покупје
Горње Покупје (хрв. Gornje Pokupje) је насељено место у саставу града Озаљ, Карловачка жупанија, Хрватска.

## Историја
До територијалне реорганизације у Хрватској било је у саставу старе општине Озаљ.

## Становништво
У попису становништва из 2011. године, Горње Покупје је имало 160 становника.
| Број становника према пописима | Број становника према пописима | Број становника према пописима | Број становника према пописима | Број становника према пописима | Број становника према пописима | Број становника према пописима | Број становника према пописима | Број становника према пописима | Број становника према пописима | Број становника према пописима | Број становника према пописима | Број становника према пописима | Број становника према пописима | Број становника према пописима | Број становника према пописима |
| ------------------------------ | ------------------------------ | ------------------------------ | ------------------------------ | ------------------------------ | ------------------------------ | ------------------------------ | ------------------------------ | ------------------------------ | ------------------------------ | ------------------------------ | ------------------------------ | ------------------------------ | ------------------------------ | ------------------------------ | ------------------------------ |
| 1857                           | 1869                           | 1880                           | 1890                           | 1900                           | 1910                           | 1921                           | 1931                           | 1948                           | 1953                           | 1961                           | 1971                           | 1981                           | 1991                           | 2001                           | 2011                           |
| 80                             | 76                             | 96                             | 97                             | 94                             | 103                            | 105                            | 156                            | 148                            | 149                            | 178                            | 175                            | 187                            | 190                            | 190                            | 160                            |

Напомена: До 1948. исказивано под именом Покупје.